# Rhyacophila yamanakensis
Rhyacophila yamanakensis is een schietmot uit de familie Rhyacophilidae. De soort komt voor in het Palearctisch gebied.